# Clifton (Tennessee)
Clifton is een plaats (city) in de Amerikaanse staat Tennessee, en valt bestuurlijk gezien onder Wayne County.

## Demografie
Bij de volkstelling in 2000 werd het aantal inwoners vastgesteld op 2699. In 2006 is het aantal inwoners door het United States Census Bureau geschat op 2686, een daling van 13 (-0,5%).

## Geografie
Volgens het United States Census Bureau beslaat de plaats een oppervlakte van 18,0 km², waarvan 16,6 km² land en 1,4 km² water. Clifton ligt op ongeveer 129 m boven zeeniveau.

## Plaatsen in de nabije omgeving
De onderstaande figuur toont nabijgelegen plaatsen in een straal van 28 km rond Clifton.